# Neferweben
Neferweben fou un djati (visir) del nord i alt dignatari de la cort de Tuthmosis III d'Egipte. Era fill d'Amenthu i de Ta-amenthu, i germa de Amenuser, que també fou visir.
Estava casat amb Bet i fou el pare de Rekhmire, el principal visir de Tuthmosis III.